# Língua sirmauri
Sirmauri  é uma língua Pahari Ocidental falada no distrito de  Sirmaur no estado de Himachal Pradesh, no norte da Índia. Suas duas variedades principais são Dharthi e Giriwari (Giripari)

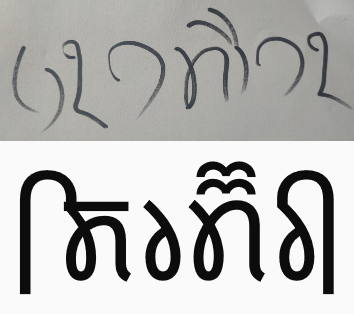
Sirmauri escrito em Sirmauri (topo; chamado localmente Dhankari) e Takri (embaixo) s

O idioma é também comumente chamado de Pahari ou Himachali. Não tem status oficial e é registrado como dialeto do hindi. Conforme a [[UNESCO|],  a língua com cerca de somente 100 mil falantes está em sério risco de extinção, sendo que a quase totalidade dos falantes são avós, idosos que quase não a falam frequentemente.. Anteriormente, a língua gozava de algum patrocínio do Estado. Tudo mudou desde a independência, devido ao favoritismo ao Hindi por parte do governo indiano.
A demanda para a inclusão de 'Pahari (Himachali)' sob a Tabela Oito da Constituição, que supostamente representa várias línguas Pahari de Himachal Pradesh, havia sido feita no ano de 2010 por Vidhan Sabha do estado. Não houve nenhum progresso positivo nesse assunto desde então, mesmo quando pequenas organizações estão se empenhando em salvar a língua e exigi-la. Devido ao interesse político, o idioma é registrado atualmente como um dialeto do hindi, mesmo tendo pouca inteligibilidade mútua com essa língua.

## Gramática

### Posposições
| caso     | masculino | feminino | neutro |
| -------- | --------- | -------- | ------ |
| genitivo | /ra/      | /ree/    | /roo/  |
| locativo | /da/      | /dee/    | /doo/  |
| ablativo | /sa/      | /see/    | /soo/  |

## Escrita
A escrita nativa da língua é uma variedade da escrita takri, a qual está sob proposta para ser codificada em Unicode. É conhecida localmente como Dhankari. Pabuuchi era uma escrita usada por uma classe de astrólogos. 

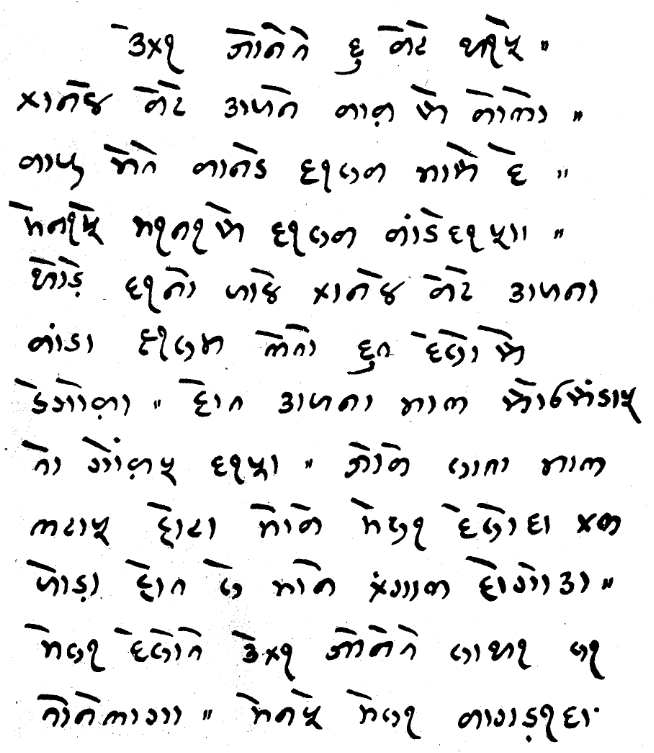
Texto em escrita Takri

## Amostra de texto
(Mateus 1:1-4)
1.	अब्राहम कै सन्तान, दाऊद की सन्तान यीशु मसीह की वंशावाली।
2.	अब्राहम से इसहाक पोएदा होआ, इसहाक से याकूब पोएदा होआ ,याकूब से यहूदा ओरो तेसके भाऐ पोएदा होऐ।
3.	यहूदा ओरो तामार से फिरिस ओरो जोरह पोएदा होऐ, ओरो फिरिस से हिस्त्रोन पोएदा होआ, ओरो हिस्त्रोन से एराम पोएदा होआ ।
4.	एराम से अम्मीनादाब पोएदा होआ, ओरो अम्मीनादाब से नहोशोन, ओरो नहशोन से सलमोन पोएदा होआ ।
Transliteração
1.	Abrāham kai santān, dāūd kī santān yīśu masīh kī vaṅśāvālī.
2.	Abrāham se ishāk poedā hoā, ishāk se yākub poedā hoā, yākub se yahūdā oro teske bhāae poedā hoae.
3.	Yahūdā oro tāmār se phiris oro jorah poedā hoe, oro phiris se histron poedā hoā, oro histron se erām poedā hoā.
4.	Erām se ammīnādāb poedā hoā, oro ammīnādāb se nahośon, oro nahśon se salmon poedā hoā.
Português
1.	1. O livro da geração de Jesus Cristo, filho de Davi, filho de Abraão.
2.	2. Abraão gerou Isaque; e Isaac gerou Jacó; e Jacó gerou Judas e seus irmãos;
3.	3. E Judas gerou Phares e Zara de Tamar; e Phares gerou Esrom; e Esrom gerou Aram;
4.	4. E Aram gerou Aminadabe; e Aminadab gerou Naasson; e Naasson gerou Salmon; 

## ligações externas
- Sirmauri em Ethnologue
- Sirmauri em Language in India
- [ https://www.omniglot.com/writing/sirmauri.htm Sirmauri em Omniglot.com]